# اعتراضات نه به پادشاهی
اعتراضات «نه به پادشاهی» که در سطح بین‌المللی با نام‌های «نه به دیکتاتور» یا «نه به ظالم» نیز شناخته می‌شود، مجموعه‌ای از اعتراضات بود که در روز ۱۴ ژانویه ۲۰۲۵ (که توسط شرکت‌کنندگان به عنوان روز بدون پادشاه نامگذاری شده است) علیه سیاست‌ها و اقدامات دونالد ترامپ در طول دومین دوره ریاست جمهوری‌اش، از جمله گرایش‌های فاشیستی ادعایی او و عقب‌گرد دموکراتیک مرتبط با آن در ایالات متحده برگزار شد.این اعتراضات همزمان با رژه ۲۵۰مین سالگرد ارتش آمریکا و تولد ۷۹ سالگی ترامپ انجام شد. برآوردهای مشارکت مردم عامه، آن را به عنوان بزرگ‌ترین اعتراض یک روزه در تاریخ ایالات متحده قرار می‌دهد.
برگزارکنندگان تخمین زدند که بیش از پنج میلیون نفر در بیش از ۲۱۰۰ شهر و شهرستان، از جمله رویداد شاخص که در فیلادلفیا اتفاق افتاد، شرکت کردند. همچنین اعتراضات بیشتری در گوام، جزایر ماریانای شمالی، پورتوریکو و جزایر ویرجین ایالات متحده، که از سرزمین‌های تحت حاکمیت آمریکا هستند، و در ۲۰ کشور خارجی از جمله کانادا، ژاپن، مکزیک و اروپا نیز رخ داد. در کشورهایی با سلطنت مشروطه مانند کانادا و بریتانیا، عناوین جایگزین «دیکتاتورها» یا «ظالم» بر «پادشاهان» ترجیح داده می‌شدند تا از اشتباه گرفته شدن با جنبش‌های ضدسلطنتی جلوگیری شود؛ هاوایی نیز همین کار را کرد تا از اشتباه گرفته شدن با رژه شاه کامهامها که در همان روز برگزار می‌شد، جلوگیری شود.
سازمان‌دهندگان همچنین گفتند که این روز بزرگ‌ترین اعتراضات هماهنگ از زمان آغاز دوره دوم ریاست جمهوری ترامپ بوده است.

## پیش‌زمینه
اعتراضات «بدون پادشاه» با هدف مخالفت با سیاست‌ها و اقدامات دولت دونالد ترامپ برگزار شد. این اعتراضات به دلیل هم‌زمانی با رژهٔ دویست‌وپنجاهمین سالگرد ارتش ایالات متحده و تولد ۷۹ سالگی رئیس‌جمهور ترامپ، فعالان چپ‌گرای ضد ترامپ این رویداد را به‌عنوان نمونه‌ای از استفادهٔ ترامپ از نیروهای مسلح ایالات متحده برای برپایی جشنی خودمحورانه و مشابه یک پادشاه تعبیر کردند.
این اعتراضات پس از چند روز تظاهرات سراسری علیه یورش‌های اعمال مهاجرت و گمرک ایالات متحده آمریکا (ICE) در سراسر ایالات متحده شکل گرفتند، از جمله در لس‌آنجلس، جایی که ترامپ از گارد ملی کالیفرنیا و تفنگداران دریایی ایالات متحده را به کار گرفت.
ائتلافی متشکل از بیش از ۲۰۰ سازمان، از جمله جنبش Indivisible، جنبش Third Act، فدراسیون معلمان آمریکا (AFT)، سازمان تأمین اجتماعی کار می‌کند (Social Security Works)، اتحادیه کارگران ارتباطات آمریکا (CWA)، اتحادیه آزادی‌های مدنی آمریکا (ACLU)، سازمان Public Citizen و MoveOn، این اعتراضات را سازمان‌دهی کردند.
موضوع «بدون پادشاه» توسط گروه Indivisible با همکاری ائتلافی از شرکا ایجاد شد و در بسیاری از مناطق با گروه‌هایی مانند جنبش ۵۰۵۰۱ همکاری داشت. نام این جنبش از رفتار اقتدارگرایانه یا استبدادی ترامپ و دولت او گرفته شده است. گروه ۵۰۵۰۱ پیش‌تر نیز تظاهرات سراسری‌ای با نام «بدون پادشاه در روز رؤسای‌جمهور» در ۱۷ فوریه (روز رؤسای‌جمهور) برگزار کرده بود.
منتقدان و فعالان، ترامپ را به دلیل سرپیچی از احکام دادگاه‌ها، اخراج‌های غیرقانونی و بی‌توجهی آشکار به حقوق مدنی، با یک پادشاه مطلق‌گرا مقایسه کرده‌اند.
با توجه به اینکه در بسیاری از کشورها پادشاهان رئیس کشور هستند، شاخهٔ بین‌المللی حزب دموکرات (Democrats Abroad) نیز تظاهرات همبستگی با شعار «نه به مستبدان» (No Tyrants) برگزار کرد و پیام آن‌ها این بود:
«ما اقتدارگرایی را رد می‌کنیم. ما ترس را رد می‌کنیم. ما مستبدان را رد می‌کنیم.»